# Palazzo dei Penitenzieri

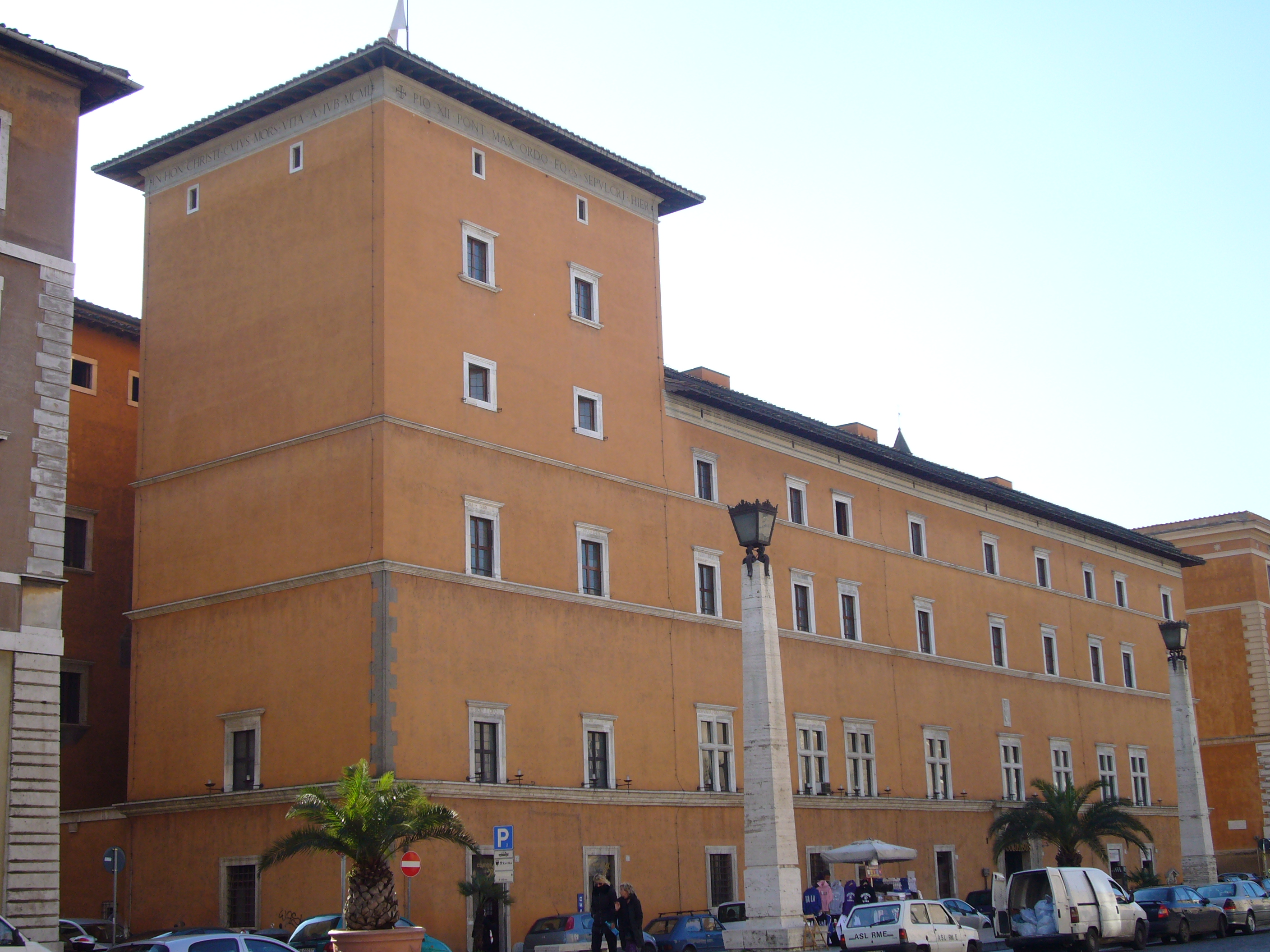
Fachada do Palazzo Della Rovere, na Via della Conciliazione.

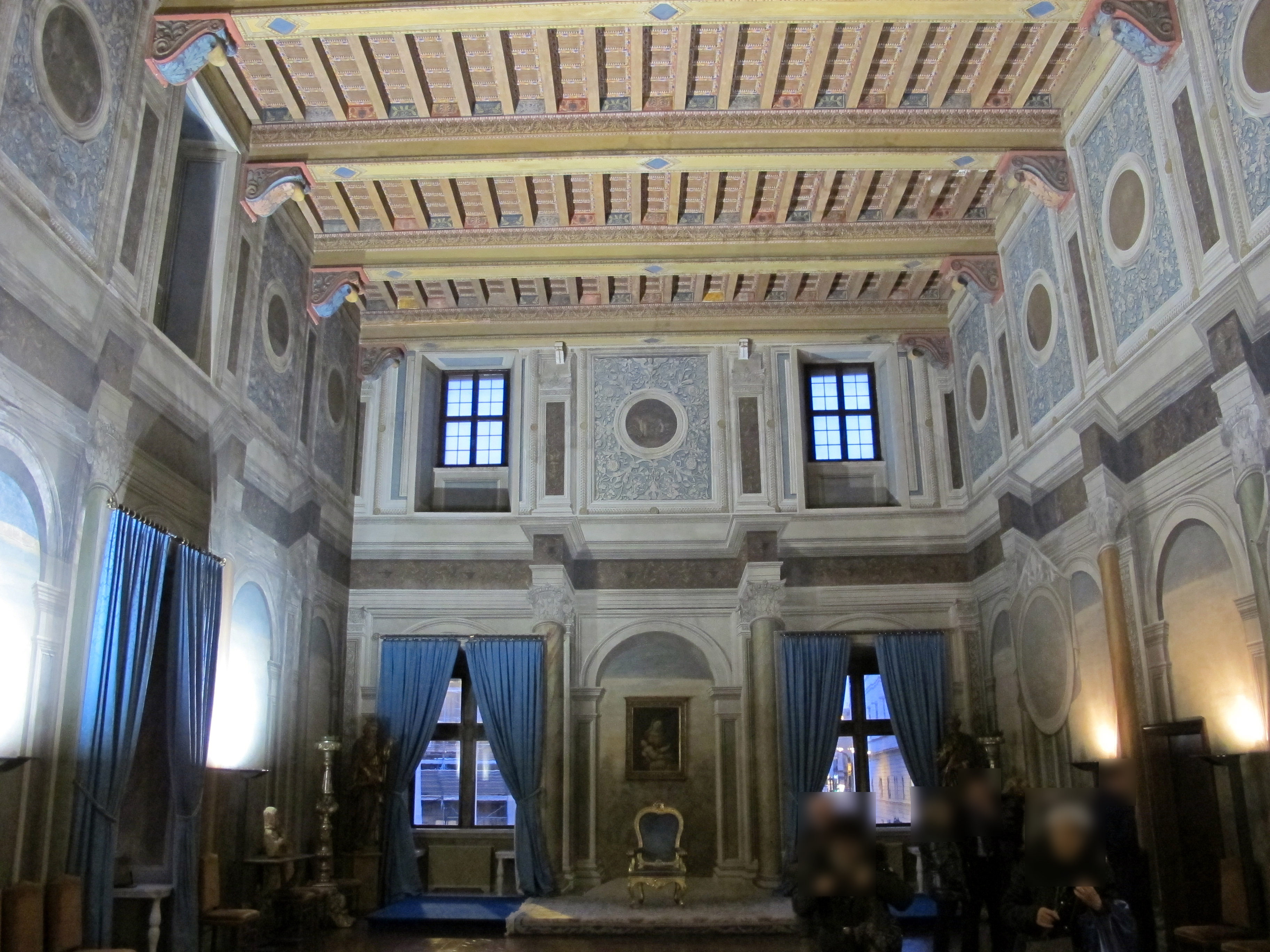
Vista do interior do palácio.

Palazzo Della Rovere é um palácio em Roma, Itália, de frente para a Via della Conciliazione, e conhecido também como Palazzo dei Penitenzieri.

## História
A construção deste palácio começou em 1480, encomendada pelo cardeal Domenico della Rovere, um parente do papa Sisto IV della Rovere, provavelmente com base num projeto do arquiteto florentino Baccio Pontelli. A obra terminou em 1490 e ao sul da Piazza Scossacavalli, destruída em 1937 juntamente com a Spina do Borgo, e fortemente baseado no estilo arquitetural do Palazzo Venezia, o mais importante edifício do século XV em Roma. Cinco salões do piano nobile são agora utilizados para recepções oficiais da Ordem do Santo Sepulcro.
Ele ganhou seu nome atual durante o pontificado do papa Alexandre VII, que mudou para lá os confessores papais conhecidos como "penitenzieri". Funciona atualmente como um hotel e sede da ordem.

## Descrição
O edifício tem uma impressionante fachada com uma torre à esquerda. O nome de Domenico della Rovere está inscrito nas janelas do primeiro andar e o brasão na fachada é do papa Clemente XIV.
O interior tem um pátio em dois níveis: um inferior, com um pórtico com pilares octogonais e um fosso, e um superior, com jardins. O palácio é ricamente decorado, geralmente com cenas arquiteturais fantasiosas. A mais notável é o Teto dos Semi-deuses, uma galeria de figuras mitológicas e alegóricas pintadas por Pinturicchio em 1501.